# تو بدترینی
تو بدترینی (به انگلیسی: You're the Worst) یک سریال کمدی آمریکایی ساخته شده توسط استفان فالک است که در شبکه اف ایکس پخش شده‌است. سریال دربارهٔ جیمی، نویسنده درونگرا، و گرچن، مدیر اجرایی روابط عمومی لس انجلس و فردی خود مخرب، است. این دو شخصیت سعی می‌کنند رابطه ای با یکدیگر شروع کنند. قسمت اول این سریال در ۱۷ ژوئیه ۲۰۱۴ بر روی آنتن رفت. فصل اول این سریال در ۱۸ سپتامبر ۲۰۱۴ به اتمام رسید و برای فصل دوم تمدید شد.
فصل دوم به افسردگی بالینی و تأثیر آن بر روابط مدرن متمرکز شده‌است. در سپتامبر سال ۲۰۱۶، FX این سریال را برای یک فصل چهارم تمدید کرد، که در ۶ سپتامبر ۲۰۱۷ برتر بود. در نوامبر ۲۰۱۷، FX این سریال را برای یک فصل پنجم و آخر که از ۹ ژانویه ۲۰۱۹ آغاز شد تمدید کرد. قسمت آخر پخش شده در ۳ آوریل ۲۰۱۹ بود.